# Pigeon de Kittlitz
Columba versicolor
Espèce
Statut de conservation UICN

 EX  : Éteint
Le Pigeon de Kittlitz ou Pigeon des Bonin est une espèce disparue d'oiseau qui vivait dans les îles Bonin au Japon et qui a été découverte par Heinrich von Kittlitz pendant l'expédition Séniavine en 1828. Connu seulement d'après quelques rares spécimens et observé pour la dernière fois en 1889, sa disparition fait probablement suite à la destruction de son habitat et à l'introduction de rats et de chats.

## Répartition
Ce taxon se rencontre dans le pays suivant : Japon.

## Taxonomie
Le nom valide complet (avec auteur) de ce taxon est Columba versicolor Kittlitz, 1832.
Ce taxon porte en français le nom vernaculaire ou normalisé suivant : Pigeon de Kittlitz.